# Peter Möbius (Autor)
Peter Möbius (* 15. Juli 1941 in Berlin; † 13. April 2020 in Kamen) war ein deutscher Fernseh- und Bühnenautor, Zeichner und Bühnenbildner. Als Texter hat er für viele Lieder seines jüngsten Bruders Ralph Möbius, alias Rio Reiser, die Worte beigesteuert, etwa zur Rockoper Das Wasser des Lebens oder Jetzt schlägt’s 13!.

## Leben
Peter Möbius lebte in Unna und war Mitgründer des legendären „Hoffmanns Comic Teaters“ (ohne 'h'), der ersten prägnanten deutschen „Freien Theatertruppe“ nach dem Krieg, die Ende der 1960er und 1970er Jahre in Berlin, Frankfurt am Main, später dann in Dortmund und Ende der 1970er/Anfang der 1980er Jahre in Unna mit ihrem Lehrlings-, Improvisations- und Mitspieltheater Furore machte. Mitglieder der Truppe waren unter anderem auch der Filmer und Puppenspieler (und Bruder) Gert C. Möbius, später Claudia Roth und der Kabarettist Rainer Pause. 1990 war er als Autor und Coregisseur (mit Uwe Penner) für den Film Türmers Traum tätig.
Peter Möbius war der Nachlassverwalter Rio Reisers.
Er war bis zu seinem Tod mit der Kostümbildnerin Sibylle Möbius verheiratet. Seine Tochter ist die Schauspielerin Cäcilie Möbius.

## Filmografie (Auswahl)

### Schauspieler
- 1998: Wolffs Revier (Fernsehserie, 1 Episode)
- 1998: Polizeiruf 110 (Fernsehserie, 1 Episode)

### Regisseur
- 1990 Türmers Traum (Fernsehfilm)

### Drehbuchautor
- 1990 Türmers Traum (Fernsehfilm)